# Proyecto de Ley de No Discriminación en el Empleo
La Ley de No Discriminación en el Empleo (ENDA, por sus siglas en inglés Employment Non-Discrimination Act) es un proyecto de ley planteado en el Congreso de los Estados Unidos que prohibiría la discriminación en la contratación y el empleo por motivos de orientación sexual o, dependiendo de la versión del proyecto de ley, identidad de género, por parte de empleadores con al menos 15 empleados.
El ENDA se ha presentado en todos los Congresos desde 1994, excepto en el 109°. Se ha introducido legislación similar que no se ha aprobado desde 1974. El proyecto de ley tuvo su mejor oportunidad de ser aprobado cuando el Partido Demócrata obtuvo la mayoría después de doce años de mayorías republicanas en las elecciones intermedias de 2006. En 2007, se agregaron por primera vez previsiones en relación con laidentidad de género al proyecto de ley. Algunos de los que la proponían creían que incluso con una mayoría demócrata, el ENDA no tenía suficientes votos para que la Cámara de Representantes lo aprobara incluyendo la protección de los transgénero y la eliminaron del proyecto de ley, que fue aprobado en la Cámara y luego fue rechazado en el Senado. El presidente George W. Bush amenazó con vetar la medida. Las organizaciones de defensa LGBT y la comunidad LGBT estaban divididas sobre el apoyo al modificado proyecto de ley.
En 2009, tras la victoria demócrata en las elecciones de 2008, y después de lo divisivo del debate de 2007, el congresista Barney Frank presentó una versión inclusiva del transgénero del ENDA. Lo presentó nuevamente en 2011 y el senador Jeff Merkley lo presentó en el Senado. El 7 de noviembre de 2013, el proyecto de ley de Merkley fue aprobado por el Senado con apoyo de 64 frente a 32 votos. El presidente Barack Obama apoyó la aprobación del proyecto de ley, pero el House Rules Committee votó en contra.
A partir de 2015, los defensores de los derechos LGBT se movilizaron para apoyar el proyecto de Ley de Igualdad, un proyecto de ley con protecciones mucho más integrales que el ENDA. Este proyecto prohibiría la discriminación por motivos de orientación sexual e identidad de género no solo en el empleo, sino también en la vivienda, los alojamientos públicos, la educación pública, la financiación federal, el crédito y el servicio cómo jurado.
El 15 de junio de 2020, la Corte Suprema falló en Bostock v. Clayton County, Georgia que el Título VII de la Ley de Derechos Civiles de 1964 protege a los empleados contra la discriminación basada en su orientación sexual e identidad de género. La sentencia se refería únicamente al empleo, como el ENDA. Los defensores de los derechos LGBT celebraron el fallo y solicitaron al Congreso que aprobara la Ley de Igualdad, y señalaron que, a partir de 2020, 29 estados no cuentan con la protección total que la Ley de Igualdad brindaría a la comunidad LGBT.

## Evidencia de discriminación laboral por motivos de orientación sexual e identidad de género en EE.UU.
En los estados que cuentan con políticas contra la discriminación, el número de denuncias LGBT es equivalentes al número de denuncias presentadas por sexo y menor del número de denuncias presentadas por raza. Las estadísticas de la EEOC de 2018 muestran que se presentaron 1811 denuncias LGBT.
El Instituto Williams estima la cantidad de empleados LGBT de la siguiente manera: 7 millones de empleados en el sector privado, 1 millón de empleados estatales y locales y unos 200.000 empleados del gobierno federal. El treinta por ciento de los empleados LGBT estatales y locales viven en California y Nueva York. En comparación, significativamente menos del uno por ciento de los empleados estatales y locales LGBT viven en Montana, Dakota del Norte y Wyoming combinados. Como era de esperar a la vista de estos datos, buena parte de las denuncias documentadas de discriminación por parte de gobiernos estatales y locales contra empleados LGBT se encuentran en California y Nueva York. Las encuestas que tratan de documentar la discriminación sobre la base de la orientación sexual percibida y/o la identidad de género a menudo se realizan con un grupo de personas LGBT que se han identificado voluntariamente, lo que dificulta determinar el impacto de este tipo de discriminación en las personas no LGBT.
Una manera de demostrar la discriminación en la contratación de hombres abiertamente homosexuales proviene de un experimento que se llevó a cabo enviando dos currículos ficticios pero realistas a aproximadamente 1700 ofertas de trabajo. Los dos currícula eran muy similares en términos de la cualificación del solicitante, pero un currículum para cada vacante mencionaba que el solicitante había sido parte de una organización gay en la universidad. Los resultados mostraron que los solicitantes sin la señal gay tenían un 11,5 por ciento de posibilidades de ser llamados para una entrevista; los solicitantes abiertamente homosexuales tenían solo un 7,2 por ciento de posibilidades. La brecha en el porcentaje de devolución de llamadas variaba significativamente según la ubicación del trabajo. La mayor parte de la discriminación detectada en el estudio se generaba en los estados del sur y medio oeste de la muestra: Texas, Florida y Ohio. Los estados del oeste y del noreste de la muestra (California, Nevada, Pensilvania y Nueva York) solo tenían brechas en el porcentaje de devolución de llamada pequeñas y estadísticamente insignificantes.
Las personas transgénero pueden experimentar tasas más altas de discriminación que el resto de la población LGBT. Una encuesta de personas transgénero y no conformes con el género normativo realizada por el Centro Nacional para la Igualdad Transgénero descubrió que el 90 por ciento de los encuestados habían experimentado acoso, maltrato o discriminación en el trabajo o habían tomado medidas como ocultar su identidad de género para evitarlo. En comparación, una revisión de estudios realizada por el Instituto Williams en 2007 concluía que las personas transgénero experimentaban discriminación laboral en una tasa de entre el 15 y el 57 por ciento de la población.
En una encuesta realizada por Harris Interactive, el 38 % de las personas LGBT reportaban ingresos inferiores a $35.000, en comparación con el 33 % de todos los adultos estadounidenses mayores de 18 años.

## Qué prevé el proyecto de ley
La versión actual del proyecto de ley que se está considerando en el Congreso prohíbe que los empleadores privados con más de 15 empleados discriminen en función de  ciertas orientaciones sexuales o de la identidad de género. La orientación sexual se limita a la "homosexualidad, heterosexualidad o bisexualidad", lo que legaliza la discriminación contra las personas asexuales. Las organizaciones religiosas cuentan con una excepción más amplia que la que aparece en la Ley de Derechos Civiles de 1964. Las asociaciones sin fines de lucro sólo para miembros, excepto los sindicatos, están igualmente exentas.
Todas las versiones del proyecto de ley, independientemente de las políticas cambiantes de las fuerzas armadas con respecto al servicio de homosexuales y lesbianas declarados, excluyen a las fuerzas armadas como empleador de miembros de las fuerzas armadas, aunque no como empleadora de civiles.
Desde el Congreso 111.º, la legislación ha modificado la redacción para evitar cualquier lectura de la ley como una modificación de la definición federal de matrimonio establecida en la Ley de Defensa del Matrimonio (1995). Desde el 110.º Congreso, una disposición relacionada dirigida a las relaciones legales no maritales, tales como las uniones civiles y las uniones de hecho, impide que se requiera que un empleador trate a las parejas casadas y no casadas de manera similar.

## Trayectoria legislativa

Votación del Senado sobre la Ley de No Discriminación en el Empleo de 1996.

El 14 de mayo de 1974, los Reps. Bella Abzug (D-NY) y Ed Koch (D-NY) presentaron la propuesta H.R. 14752, una "Ley de Igualdad" que habría agregado "sexo, estado civil u orientación sexual" a las cuestiones protegidas expresamente en la Ley de Derechos Civiles de 1964, prohibiendo así la discriminación en el empleo y el acceso a lugares e instalaciones públicos. El proyecto de ley se canceló en junio de 1974, aunque más adelante se presentaría un proyecto de ley con un nombre similar en el 115.º Congreso de los Estados Unidos el 2 de mayo de 2017.
A principios de la década de 1990, los partidarios de la legislación decidieron centrarse en el empleo. El parlamentario Gerry Studds presentó la Ley de No Discriminación en el Empleo el 23 de junio de 1994. La legislación fracasó en 1994 y 1995. En 1996, el proyecto de ley fracasó en una votación de 49 a 50 en el Senado y no se votó en la Cámara. Su nivel de apoyo en el Senado podría haber representado un intento por parte de algunos de compensar su reciente apoyo a la Ley de Defensa del Matrimonio (DOMA), que prohibía al gobierno federal reconocer los matrimonios entre personas del mismo sexo.[cita requerida] Estas primeras versiones de ENDA no incluían disposiciones para proteger a las personas transgénero frente a la discriminación  y ENDA no se presentó en el Congreso 109.ª.
Desde el 114.º Congreso en adelante, los esfuerzos parlegislaturas de la 110.ª a la 113.ª, a partir dlegislación contminación se han centrado en la Ley de Igualdad más amplia, que se centra en protecciones adimás amplia cionales, incluviendaincluyea de jurado, así como en el empleo.

## Argumentos

### A favor de la ENDA
Los defensores políticos de la ley quieren que aborde los casos en los que los empleados homosexuales, lesbianas, bisexuales y transgénero hayan sido discriminados por sus empleadores debido a su orientación sexual o de identidad de género. Actualmente, estos empleados no tienen protección en los tribunales porque los tribunales federales y muchos estados de EE. UU. no consideran que la orientación sexual sea una situación que merezca protección. Los defensores argumentan que tal ley es apropiada a la luz de las garantías que la Constitución de los Estados Unidos otorga a todos los ciudadanos de igualdad de protección y debido proceso. Los defensores argumentan que la homosexualidad no es una "elección" sino parte de la identidad personal, una afirmación respaldada por la Asociación Estadounidense de Psicología (APA), y que todos los trabajadores tienen derecho a ser valorados por la calidad de su desempeño laboral y no por factores completamente ajenos. Según un estudio publicado en 2001 por el Instituto Williams de la Facultad de Derecho de la UCLA, los informes de discriminación basados en la orientación sexual son aproximadamente iguales a los de la raza o el género. La APA también establece que existe una discriminación significativa contra las personas del colectivo LGTBi en los lugares de trabajo.
La Oficina de Presupuesto del Congreso en 2002 estimó que el número de quejas de la Comisión de Igualdad de Oportunidades en el Empleo aumentaría entre un 5% y un 7% como resultado de la ley propuesta. Las evaluaciones del impacto de políticas estatales comparables también muestran un impacto mínimo en el número de casos. En cuanto a la constitucionalidad, la ley incorpora un lenguaje similar al del Título VII de la Ley de Derechos Civiles de 1964, que ha sido consistentemente confirmado por los tribunales.
En 1994, Barry Goldwater, un héroe entre los movimientos conservador y libertario, se convirtió en presidente honorario de una campaña para aprobar una ley federal que prevenía la discriminación laboral por motivos de orientación sexual.

### En contra de la ENDA
Ed Vitagliano, director de investigación de la American Family Association (AFA), expresó su preocupación por el impacto de las leyes contra la discriminación en las organizaciones religiosas. Citaba la falta de claridad sobre si la exención limitada se aplicaría al personal de apoyo y a los empleados laicos, además de a las iglesias y al clero.
La Coalición de Valores Tradicionales (TVC) ha afirmado que la legislación tendría un impacto negativo en los niños en edad escolar al eliminar la capacidad de las escuelas para evitar contratar maestros transgénero. Consideraba que "si se aprueba ENDA, los estudiantes y los niños en las guarderías de todo el país estarán sujetos a que las personas experimenten con sus identidades de género".
Algunos libertarios argumentan que las leyes contra la discriminación en el sector privado son actos de coerción que infringen los derechos de propiedad y la libertad de asociación de los empleadores.
La Conferencia de Obispos Católicos de los Estados Unidos manifestó que la ENDA va más allá de prohibir únicamente la discriminación injusta y que plantea varios problemas. Señalaba, por ejemplo, que el proyecto de ley: (1) carece de una excepción en relación con los "requisitos laborales de buena fe (bona fide occupational qualification)", que existe para cualquier otra categoría de discriminación bajo el Título VII de la Ley de Derechos Civiles, excepto por la raza; (2) carece de distinción entre inclinación y conducta homosexual, afirmando y protegiendo así la conducta sexual extramatrimonial; (3) apoya la redefinición del matrimonio, ya que se han invocado leyes estatales como la ENDA en decisiones judiciales estatales que declaran que el matrimonio es discriminatorio o irracional; (4) rechaza la base biológica del género al definir la " identidad de género " como algo que las personas pueden elegir sin tener en cuenta su sexo biológico; y (5) amenaza la libertad religiosa al castigar como discriminación la desaprobación religiosa o moral de la conducta sexual entre personas del mismo sexo, mientras protege solo a algunos empleadores religiosos.
En junio y julio de 2014, varios grupos de defensa pro-LGBT, incluidos la Unión Estadounidense de Libertades Civiles, el Centro Nacional para los Derechos de las Lesbianas, el Grupo de Trabajo Nacional para Gays y Lesbianas, el Centro de Leyes Transgénero y Lambda Legal, anunciaron que retirarían su apoyo a la versión de la ENDA del 113.º Congreso debido a sus desacuerdo con la amplitud de su exención religiosa en relación con el fallo en Burwell v. Hobby Lobby Stores, Inc.